# Piotr Bieliński
Piotr Bieliński herbu Szeliga (ur. 15 lipca 1754, zm. 6 marca 1829 w Warszawie) – prezes Sądu Sejmowego Królestwa Kongresowego, pisarz wielki koronny od 1787, senator-wojewoda Księstwa Warszawskiego i Królestwa Polskiego, polski działacz państwowy.

## Życiorys
Za panowania Stanisława Augusta był od 1782 szambelanem i sekretarzem Rady Nieustającej. W 1784 został kawalerem Orderu Świętego Stanisława. 1 czerwca 1791 został kawalerem Orderem Orła Białego.
W styczniu 1807 został członkiem Komisji Rządzącej, która zajęła się przygotowaniem utworzenia Księstwa Warszawskiego. 22 lipca 1807 otrzymał francuską Legię Honorową. Jako senator obecny był na Sejmach 1809, 1811 i 1812 roku.
W Królestwie Polskim pełnił funkcję prezesa Sądu Sejmowego, który miał się zająć osądzeniem spiskowców, członków Narodowego Towarzystwa Patriotycznego. W 1827 roku został Prezesem Sądu Sejmowego, mającego osądzić osoby oskarżone o zdradę stanu. W 1827 roku na rozkaz cara Mikołaja I został zawieszony w czynnościach za wydanie wyroku uwalniającego członków Towarzystwa Patriotycznego od zarzutu zdrady stanu.
Jego pogrzeb 9 marca 1829 r. był okazją dla demonstracji patriotycznych.

## Literatura dodatkowa
- Bieliński Piotr. W: Polski Słownik Biograficzny. T. 2: Beyzym Jan – Brownsford Marja. Kraków: Polska Akademia Umiejętności – Skład Główny w Księgarniach Gebethnera i Wolffa, 1936, s. 55–56. Reprint: Zakład Narodowy im. Ossolińskich, Kraków 1989, ISBN 83-04-03291-0
- Piotr Bieliński herbu Szeliga. ipsb.nina.gov.pl. [dostęp 2022-12-27].